# Lilleshall
Lilleshall är en by och en civil parish i Telford and Wrekin i Shropshire i England. Orten har 1 028 invånare (2016). Byn nämndes i Domedagsboken (Domesday Book) år 1086, och kallades då Linleshelle. Skapad 1 april 2015 (CP).